# Liste bedeutender Rugby-Union-Wettbewerbe
Die folgende Liste führt bedeutende Wettbewerbe in der Sportart Rugby Union auf. Berücksichtigt werden internationale Wettbewerbe für Nationalmannschaften sowie Vereins- und Provinzmannschaften sowie Ligen und Pokalwettbewerbe in den wichtigsten Rugbyländern. Ebenfalls enthalten sind Trophäen, um die einzelne Nationalmannschaften spielen sowie die wichtigsten Turniere im Siebener-Rugby (dessen Regelwerk weitgehend dasselbe ist).

## Wettbewerbe für Nationalmannschaften
| Name                              | Teilnehmer                                                                            | erste Austragung | Austragungen    | Bemerkungen |
| --------------------------------- | ------------------------------------------------------------------------------------- | ---------------- | --------------- | --- |
| Weltmeisterschaft                 | 24 Nationalmannschaften (die zwölf besten der vorherigen WM plus zwölf Qualifikanten) | 1987             | alle vier Jahre | – |
| Frauen-Weltmeisterschaft          | 12 Nationalmannschaften                                                               | 1991             | alle vier Jahre | – |
| Six Nations                       | England, Frankreich, Irland, Italien, Schottland, Wales                               | 1883             | jährlich        | Ursprünglich Home Nations Championships, nach der Aufnahme Frankreichs Five Nations, nach der Aufnahme Italiens Six Nations                                                            |
| Six Nations der Frauen            | England, Frankreich, Irland, Italien, Schottland, Wales                               | 1996             | jährlich        | Ursprünglich Home Nations Championship, nach der Aufnahme Frankreichs 1999 Five Nations, ab 2000 Six Nations (Spanien wurde 2007 durch Italien ersetzt)                                |
| The Rugby Championship            | Argentinien, Australien, Neuseeland, Südafrika                                        | 1996             | jährlich        | Ursprünglich Tri Nations, nach der Aufnahme Argentiniens ab 2012 The Rugby Championship.                                                                                               |
| Europameisterschaft               | 36 europäische Nationalmannschaften                                                   | 2000             | jährlich        | ohne Teilnehmer an Six Nations, aufgeteilt in sieben Stärkeklassen (Championship, Trophy, Conference 1 North, Conference 1 South, Conference 2 North, Conference 2 South, Development) |
| Frauen-Europameisterschaft        | 16 europäische Frauen-Nationalmannschaften                                            | 1988             | jährlich        | Anzahl teilnehmender Teams variiert, oftmals in zwei Stärkeklassen unterteilt, Frankreich und England sind mit Reserveteams vertreten                                                  |
| Pacific Nations Cup               | Fidschi, Japan, Kanada, Samoa, Tonga, Vereinigten Staaten                             | 2006             | jährlich        | ersetzte das Pacific Tri-Nations |
| World Rugby Pacific Challenge     | Fiji Warriors, Junior Japan, Samoa A, Tonga A                                         | 2006             | jährlich        | für Nachwuchsteams der Pazifikstaaten |
| Nations Cup                       | variierende Teilnehmer                                                                | 2006             | jährlich        | – |
| Americas Rugby Championship       | Argentinien XV, Brasilien, Chile, Kanada, Uruguay, Vereinigte Staaten                 | 2009             | jährlich        | – |
| Afrikameisterschaft               | 14 afrikanische Nationalmannschaften                                                  | 2000             | jährlich        | – |
| Frauen-Afrikameisterschaft        | Vier afrikanische Nationalmannschaften                                                | 2019             | jährlich        | – |
| Asienmeisterschaft                | 14 asiatische Nationalmannschaften                                                    | 1969             | jährlich        | |
| Oceania Rugby Cup                 | 8 ozeanische Nationalmannschaften                                                     | 1996             | alle zwei Jahre | – |
| Rugby Americas North Championship | 10 nordamerikanische/karibische Nationalmannschaften                                  | 1966             | jährlich        | |
| Südamerikameisterschaft           | 8 südamerikanische Nationalmannschaften                                               | 1951             | jährlich        | – |
| Mid-year Internationals           | Länderspiele im Sommer                                                                | 2004             | jährlich        | – |
| End-of-year Internationals        | Länderspiele im Spätherbst                                                            | 2000             | jährlich        | – |

## Meisterschaften und Pokalwettbewerbe

### Interkontinental
- Super Rugby – Internationale Meisterschaft mit Teams aus Neuseeland, Australien und Fidschi (früher auch Argentinien, Japan und Südafrika)
- Super Rugby Americas – Internationale Meisterschaften mit Teams aus Argentinien, Brasilien, Chile, Paraguay, Uruguay und den USA
- United Rugby Championship – Meisterschaft mit Teams aus Irland, Italien, Schottland, Südafrika und Wales
- Global Rapid Rugby – Meisterschaft mit Teams aus Australien, Asien und dem Pazifik

### Afrika
Ghana:
- Ghana Rugby Club Championship

Kenia:
- Kenia Cup

Namibia:
- Rugby Premier League

Südafrika:
- Currie Cup
- SuperSport Rugby Challenge
- Varsity Rugby
- Gold Cup

### Amerika
Argentinien:
- Nacional de Clubes
- Ligen der einzelnen Regionalverbände

Brasilien:
- Campeonato Brasileiro de Rugby

Chile:
- Torneo Nacional de Clubes

Kanada / USA:
- Major League Rugby

Uruguay:
- Campeonato Uruguayo de Rugby

### Asien
Japan:
- Japan Rugby League One
- Top League Champions Cup

### Europa
Europapokal:
- European Rugby Champions Cup – Teams aus Großbritannien, Frankreich, Italien und Irland (Nachfolger des Heineken Cup)
- EPCR Challenge Cup – Teams aus Großbritannien, Frankreich, Italien und Irland (Nachfolger des European Challenge Cup)

| Belgien: - Division 1 Deutschland: - Rugby-Bundesliga - 2. Bundesliga England: - Premiership Rugby - Champ Rugby - Premiership Rugby Cup - National League 1 - National League 2 North - National League 2 South Frankreich: - Top 14 - Pro D2 - Nationale - Nationale 2 - Fédérale 1 - Fédérale 2 - Fédérale 3 Georgien: - Didi 10 Irland: - All-Ireland League | Italien: - Top10 - Serie A - Serie B - Serie C - Coppa Italia Kroatien: - Prvenstvo Hrvatske Litauen: - Lietuvos regbio čempionatas Niederlande: - Ereklasse Österreich: - 1. Rugby-Bundesliga Polen: - Ekstraliga Portugal: - Copa Ibérica de Rugby - Divisão de Honra Rumänien: - Liga Națională de Rugby | Russland: - Liga Stavok Schottland: - Super 6 - Scottish Premiership - Scottish Cup Schweiz: - Nationalliga A Serbien: - Division A Spanien: - Copa Ibérica de Rugby - División de Honor - Copa del Rey Tschechien: - Ekstraliga Ukraine: - Superliga Wales: - Welsh Premier Division |

### Ozeanien
Australien:
- National Rugby Championship
- Australian Club Championship
- Shute Shield

Neuseeland:
- Bunnings NPC
- Heartland Championship
- Ranfurly Shield
- Hanan Shield
- Amateurligen der einzelnen Regionalverbände

Fidschi:
- Skipper Cup

Samoa:
- Lakapi Championship

## Internationale Trophäen
- Antim Cup – Georgien und Rumänien
- Bledisloe Cup – Australien und Neuseeland
- Calcutta Cup – England und Schottland
- Cook Cup – Australien und England
- Copa Ibérica de Rugby – Spanien und Portugal
- Freedom Cup – Südafrika und Neuseeland
- Dave Gallaher Trophy – Frankreich und Neuseeland
- Giuseppe-Garibaldi-Trophäe – Frankreich und Italien
- Hopetoun Cup – Australien und Schottland
- Lansdowne Cup – Australien und Irland
- Mandela Challenge Plate – Australien und Südafrika
- Millennium Trophy – Irland und England
- Puma Trophy – Argentinien und Australien
- Trophée des Bicentenaires – Australien und Frankreich
- Tom Richards Trophy – Australien und British and Irish Lions

## Ehemalige Wettbewerbe
- Anglo-Welsh Cup – Pokalwettbewerb in England und Wales (1971–2018)
- British and Irish Cup – semiprofessioneller Pokalwettbewerb in England, Irland, Schottland und Wales (2010–2018)
- Canadian Rugby Championship – semiprofessionelle Liga in Kanada (2009–2019)
- Challenge Yves du Manoir – Vereinsturnier in Frankreich (1932–2003)
- Churchill Cup – England A, Kanada, USA sowie je drei weitere Nationalmannschaften (2003–2011, Frauen auch 2003–2004)
- Coupe de France – französischer Pokalwettbewerb (1906 bis 1986)
- Coupe de l'Espérance – französische Ersatzmeisterschaft während des Ersten Weltkriegs
- Coupe Latine – Argentinien, Frankreich, Italien, Rumänien (1995–1997)
- European Shield – Qualifikationsturnier für Europapokalwettbewerbe (2003–2005)
- King’s Cup – Armeemannschaften des Commonwealth (1919)
- Mittelmeerspiele – Rugbyturniere von 1955 bis 1993
- Olympische Spiele (1900–1924)
- Pacific Rim Rugby Championship – Fidschi, Kanada, Hongkong, Japan, Samoa, Tonga, USA (1996–2001)
- Pacific Tri-Nations – Fidschi, Samoa, Tonga (1982–2005)
- PRO Rugby – Profiliga in den USA (2016–2017)
- Superibérica de Rugby – Meisterschaft mit Teams aus Portugal und Spanien (2009–2010)
- Super 10 – Teams aus Australien, Neuseeland, Südafrika, Tonga und Westsamoa (1993–1995)
- Women’s Nations Cup – internationales Frauen-Turnier (2008–2013)
- World Games – nur Siebener-Rugby (2001–2013)
- World Rugby Tbilisi Cup – Georgien, Spanien, Uruguay sowie Nachwuchsnationalmannschaften (2013–2015)

## Siebener-Rugby-Wettbewerbe
- Olympische Sommerspiele – seit 2016
- Siebener-Rugby-Weltmeisterschaft – seit 1993 (Männer)
- Commonwealth Games – seit 1998
- World Rugby Sevens Series – jährlich stattfindende Serie von Turnieren, darunter u. a.:
  - Hong Kong Sevens – seit 1976
  - Australian Sevens – seit 1986

## Juniorenwettbewerbe
- Juniorenweltmeisterschaft
- World Rugby U20 Trophy

## Wettbewerbe für Frauen
- Frauen-Rugby-Union-Weltmeisterschaft – seit 1991
- Afrikameisterschaft – seit 2019
- Europameisterschaft – seit 1988
- Canada Cup – seit 1993
- Six Nations – seit 1996
- Women’s Rugby Super Series – seit 2016

Siebener-Rugby
- Olympische Sommerspiele – seit 2016 (Siebener-Rugby)
- Siebener-Rugby-Weltmeisterschaft – seit 2009
- Commonwealth Games – seit 2018
- World Rugby Sevens Series – jährlich stattfindende Serie von Siebener-Rugby-Turnieren (seit 2012)